# Richard-Wagner-Straße 35 (Mönchengladbach)

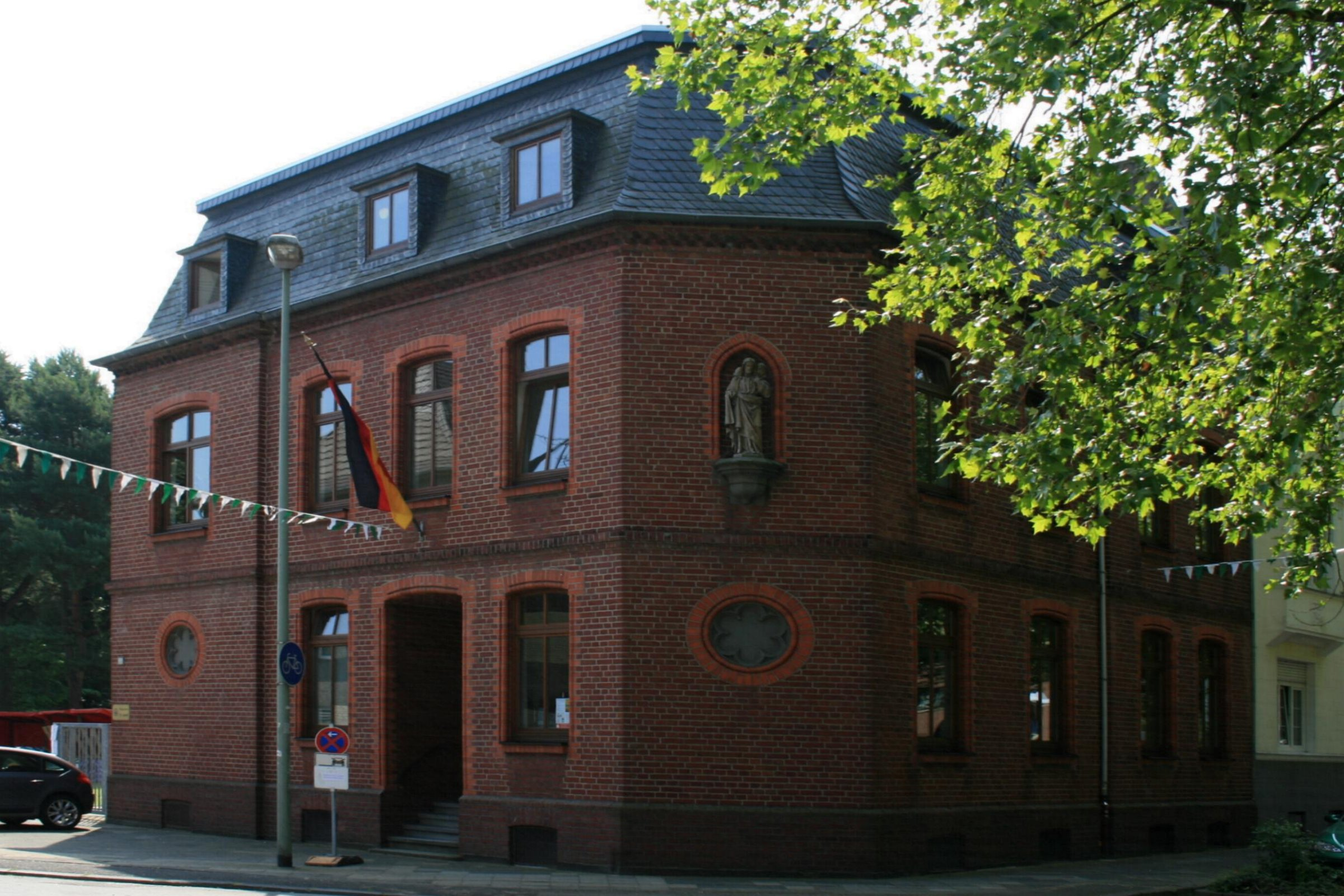
Pfarrheim (2010)

Das Pfarrheim Richard-Wagner-Straße 35 steht in Mönchengladbach (Nordrhein-Westfalen) im Stadtteil Dahl.
Das Gebäude wurde 1907 erbaut. Es wurde unter Nr. R 040 am 26. Januar 1989 in die Denkmalliste der Stadt Mönchengladbach eingetragen.

## Lage
Nach der Kirche und den beiden Vikarshäusern entstand auf einem Eckgrundstück 1907 das Pfarrhaus, heute Pfarrheim. Diese kirchlichen Bauten boten den Siedlungsanreiz für weitere individuell gestaltete Mehrfamilienreihenhäuser. 

## Architektur
Das zweigeschossige Eckgebäude trägt heute ein schiefergedecktes Mansarddach mit Gauben. Eine Unterschutzstellung des Objektes ist aus sozialgeschichtlichen und städtebaulichen Gründen im öffentlichen Interesse.